# سیوالشن ام آترزی
سیوالشن ام آترزی (به آلمانی: Seewalchen am Attersee) یک منطقهٔ مسکونی در اتریش است که در ناحیه وکلابروک واقع شده‌است. سیوالشن ام آترزی ۲۴ کیلومتر مربع مساحت دارد ۴۹۸ متر بالاتر از سطح دریا واقع شده‌است.